# Wojna urugwajska
Wojna urugwajska, Guerra Grande (Wielka Wojna) – wojna domowa w Urugwaju toczona w latach 1839–1852 między konserwatystami Blancos (Biali) a liberałami Colorados (Czerwoni), zakończona zwycięstwem tych ostatnich.
W roku 1843 argentyński dyktator Juan Manuel de Rosas starał się wykorzystać panującą w Urugwaju wojnę domową, chcąc anektować część tego kraju. Rosas wsparł siły urugwajskie pod dowództwem Manuela Oribe, którego armia przez 8 lat atakowała wojska rządowe Fructuoso Rivery w Montevideo. Wśród obrońców miasta znajdował się m.in. Giuseppe Garibaldi. W celu odblokowania miasta do konfliktu włączyły się Francja i Wielka Brytania, które wysłały swoje wojska, blokujące w latach 1845–1849 Rio de la Platę. W tym samym czasie w Argentynie przeciwko siłom Rosasa wystąpił na czele sił rewolucyjnych Justo Jose de Urquiza, którego wsparły Brazylia, Francja i Wielka Brytania. W bitwie pod Caseros dnia 3 lutego 1852 r. Urquiza na czele argentyńskich, brazylijskich i urugwajskich sił pokonał armię Rosasa, który zbiegł do Europy.